# Kohlo (Adelsgeschlecht)

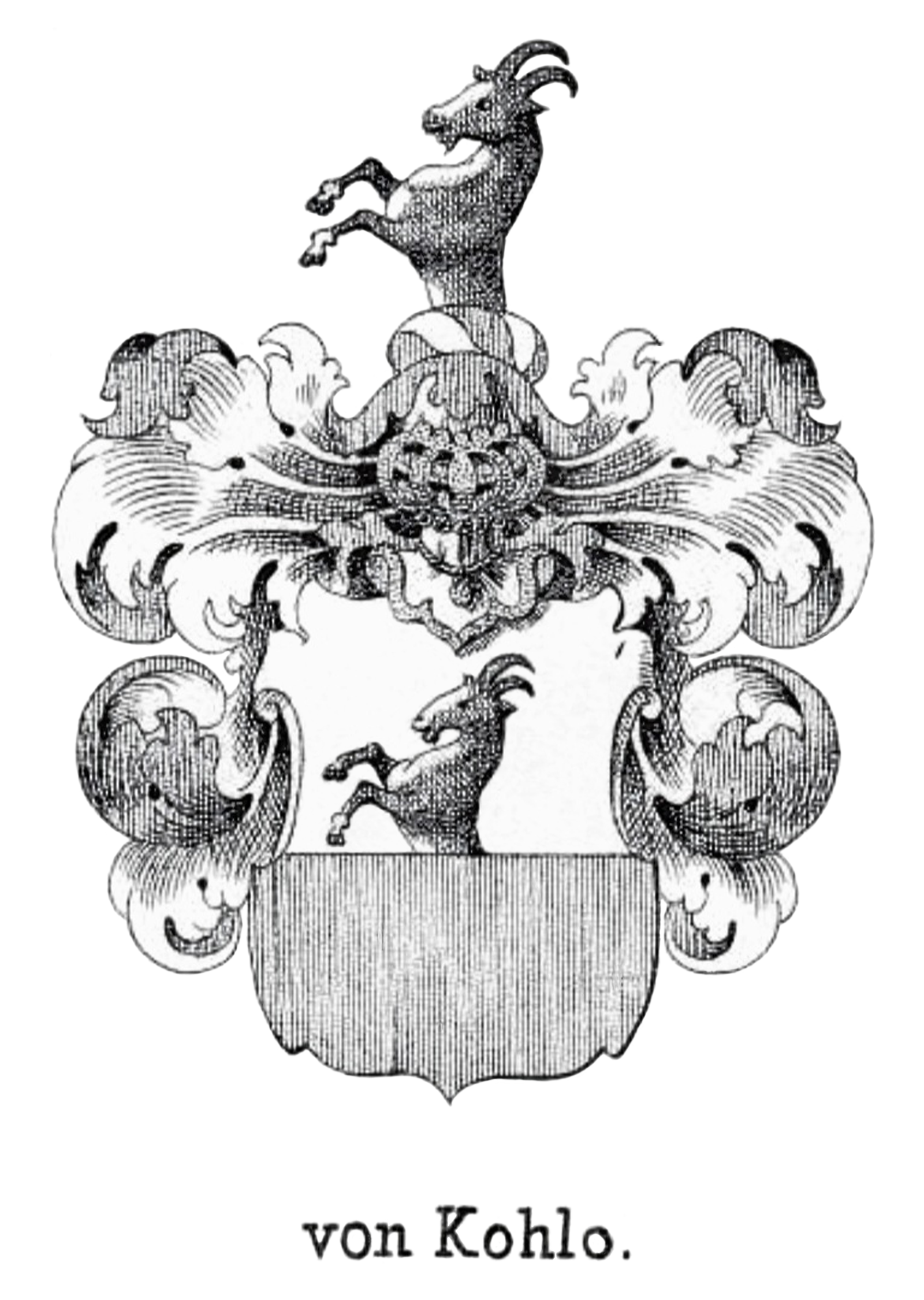
Wappen derer von Kohlo

Kohlo (auch Kolo, Kohl) war eine adlige Familie in der Nieder- und Oberlausitz vom 16. bis zum 18. Jahrhundert.

## Geschichte

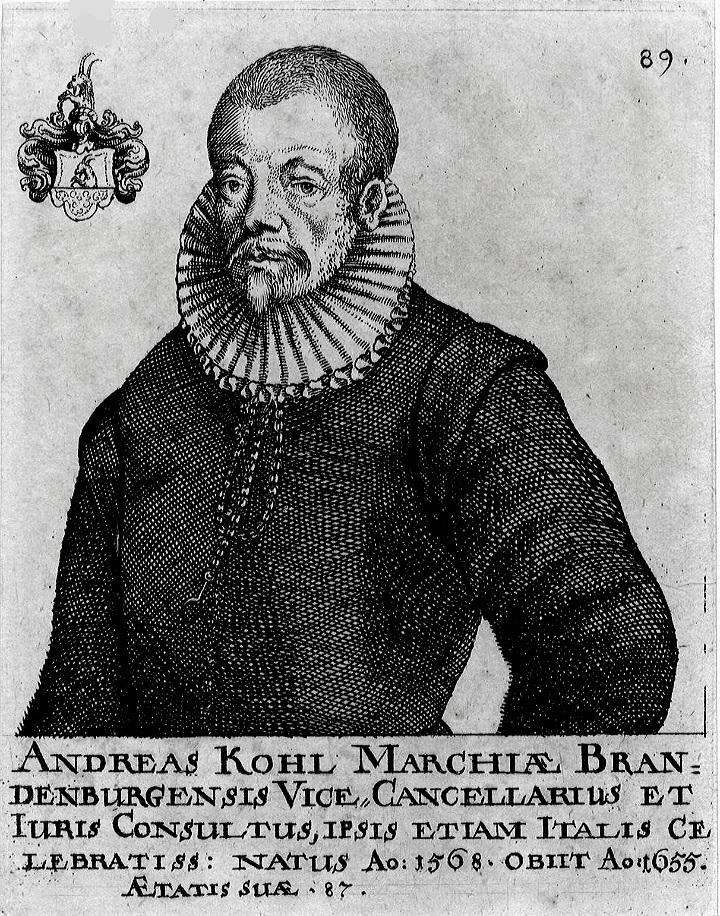
Andreas von Kohl, kurbrandenburgischer Vizekanzler

Die Familie stammte vom Rittergut Kohlo (jetzt Koło) bei Guben in der Niederlausitz. Sie wurde um 1497/1516 von Kaiser Maximilian I. in den Adelsstand erhoben, 1594 wurde dieses Privileg von Kaiser Rudolf II. bestätigt.
Ein wichtiger Teil der Familie ließ sich bald in Zittau in der Oberlausitz nieder. Sie stellten dort mehrere Ratsherren und Bürgermeister sowie den brandenburgischen Vizekanzler Andreas von Kohl. 1774 starb die Familie in männlicher Linie aus.
Am 18. Oktober 1655 erfolgte zu Wien für den Fähnrich Michael Friedrich Hopffstock auf Arnsdorf die Bestätigung des seinen Voreltern unter Kaiser Rudolf II. verliehenen rittermäßigen Adelsstandes. Dabei wurde auch eine Wappenbesserung zuerkannt, nämlich die Vereinigung mit dem Wappen der Mutter seines Vaters, einer geborenen Haus auf Kummersberg, und dem Wappen seiner Mutter, einer geborenen Kohloni auf Kohlo, sowie dem Wappen seiner Ahnfrau, einer geborenen von Langeschin auf Hörnitz.

## Wappen

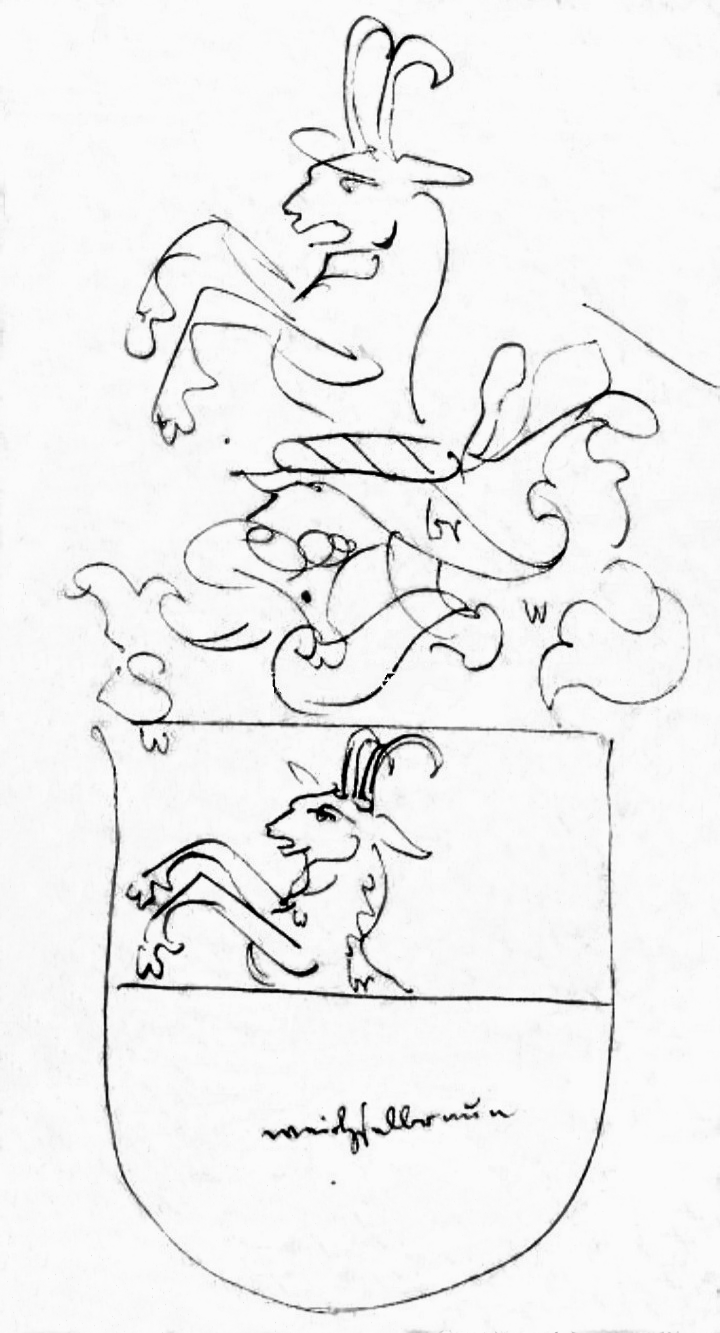
Wappen derer Kohlo („Kohloni auf Kohlo“), Skizze bei der Adelsakte für Michael Friedrich Hopffstock von 1655

Der Schild ist von Silber über Rot geteilt und zeigt oben einen aus der Teilungslinie wachsenden, naturfarbenen Gämsbock (in manchen historischen Darstellungen einem Ziegenbock ähnlicher). Auf dem rot-silbern bewulsteten Helm mit rot-silbernen Helmdecken der wachsende Bock wie im Schild.

## Familienmitglieder
- Albin von Kohlo, 1556 Bürgermeister in Guben
- Augustin(us) von Kohlo (1502–1598), königlicher Richter und Bürgermeister in Zittau
- Andreas von Kohl (1568–1655), brandenburgischer Vizekanzler
- Anton von Kohlo (1597–1674), Bürgermeister von Zittau